# Sindo Garay
Antonio Gumersindo Garay y García, conhecido como Sindo Garay (Santiago de Cuba, 12 de abril de 1867 — Havana, 17 de julho de 1968), foi um músico de trova cubano. Ensinado por Pepe Sánchez, Garay foi um dos quatro grandes da trova.

## Biografia
Foi o criador de mais de 600 obras que retratam a idiossincrasia cubana; entre seus temas se destacam sua admiração por sua terra natal, as paisagens, as mulheres e o amor. Entre suas criações se encontram "Amargas verdades", "Mujer bayamesa", "Guarina", "La tarde", "Perla", "Retorna" e "Tormento fiero". Garay era um analfabeto musical — de fato, só aprendeu a ler aos 16 anos — mas, no caso dele, não apenas as partituras foram transcritas por outros, como também há gravações. 

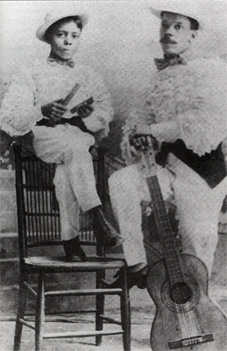
Guarionex e Sindo Garay, 1906.

Por um longo período, ele cantou em dueto com seu filho mais velho, Guarionex; ele tinha dois outros filhos e uma filha e deu-lhes todos nomes indígenas.
Na década de 1890 Garay se envolveu na Guerra de Independência Cubana, decidiu que uma estadia em Hispaniola (Haiti e República Dominicana) seria uma boa ideia e acabou voltando com uma esposa. Várias de suas composições têm um viés político; durante sua infância atuou como intermediário do coronel mambí José Maceo. Foi também nessa época que conheceu José Martí, o que o fez incluir em seu repertório o poema "Semblanza de Martí", baseado no encontro que teve com o mesmo. 
Garay se instalou em Havana em 1906 e em 1926 foi junto com Rita Montaner e outros para Paris, passando três meses lá cantando suas músicas. Ele foi radialista, fez gravações e sobreviveu até os tempos modernos. Costumava dizer que "Nem todos os homens puderam apertar as mãos tanto de José Martí quanto de Fidel Castro". Carlos Puebla, cuja vida se estendeu durante a antiga e a nova trova, contou uma piada sobre ele: Sindo comemorou seu centésimo aniversário várias vezes — na verdade, sempre que ele estava com pouco dinheiro!"